# 7-dehidrocolesterol
7-dehidrocolesterolul (7-DHC) este un sterol natural care este utilizat în organism ca precursor al colesterolului, fiind convertit fotochimic la vitamina D3 la nivelul pielii (deci este provitamina-D3). 